# Freno de vacío

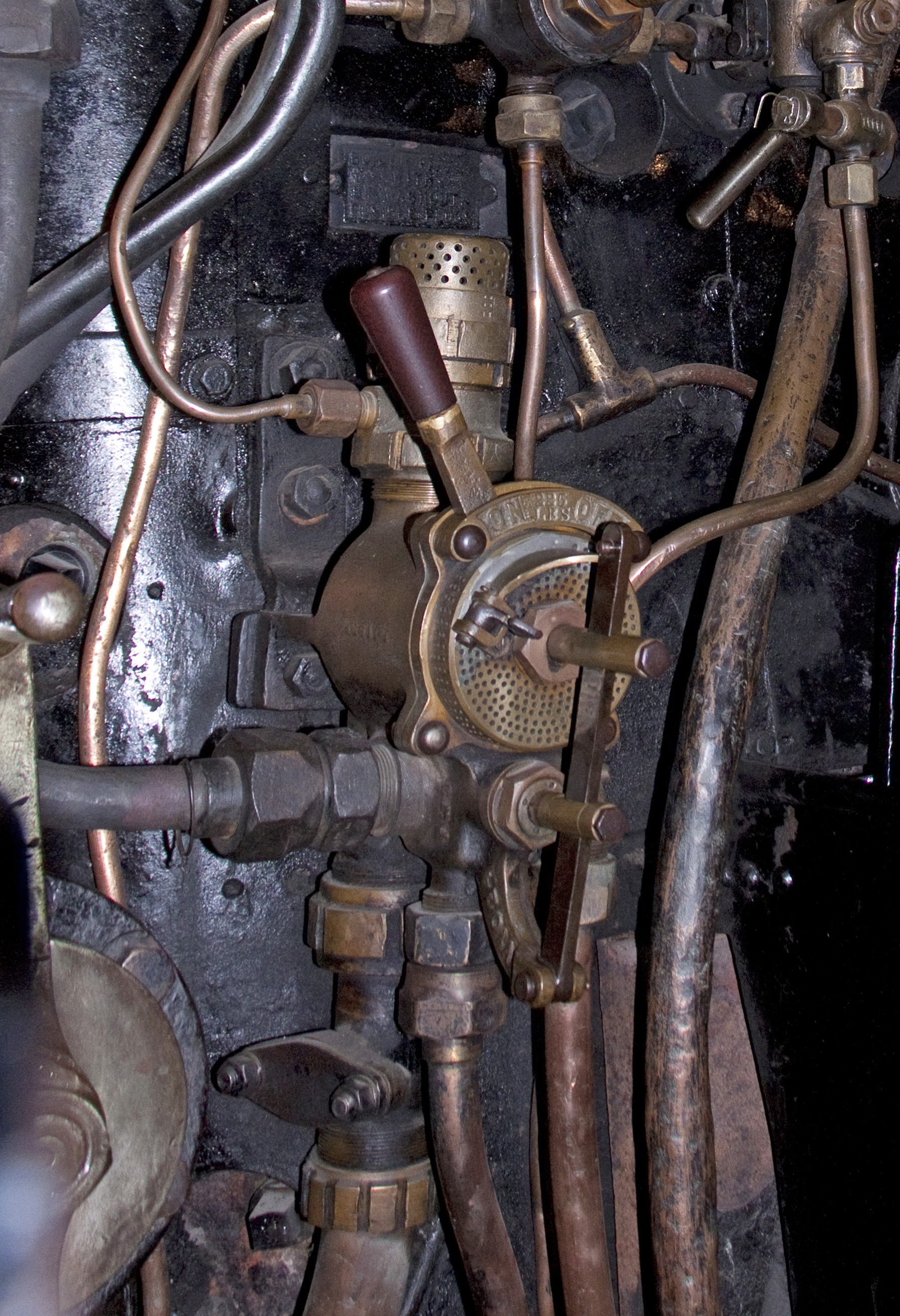
Control de freno del maquinista en una locomotora Black 5

El freno de vacío es un sistema empleado en los trenes para controlar su velocidad, introducido a mediados de la década de 1860. Una variante, el sistema de freno de vacío automático, se volvió casi universal en el equipo de los trenes británicos y en los de los países influidos por la práctica británica. Los frenos de vacío también disfrutaron de un breve período de utilización en los Estados Unidos, principalmente en los ferrocarriles de vía estrecha. Sus limitaciones hicieron que fueran reemplazados progresivamente en el Reino Unido por los sistemas de aire comprimido a partir de la década de 1970. El sistema de frenos de vacío ha quedado obsoleto, y no se usa a gran escala en ninguna parte del mundo, siendo Sudáfrica el último país en el que se han ido sustituyendo por frenos de aire comprimido.

## Introducción
En los primeros días de los ferrocarriles, los trenes reducían su velocidad o se detenían mediante la aplicación de frenos operados manualmente en la locomotora y en los furgones de frenado que formaban parte de los trenes, y más adelante mediante los frenos de vapor incorporados en las locomotoras. Este procedimiento era claramente insatisfactorio, dados los tiempos de respuesta lentos y la poca fiabilidad del sistema (cada freno lo aplicaba un miembro de la tripulación del tren por separado en respuesta a las señales del maquinista, que podían ser pasadas por alto por varias razones, y necesariamente debían accionarse los frenos secuencialmente -en lugar de todos a la vez- cuando había más frenos que miembros de la tripulación, lo que hacía que el frenado de emergencia fuera extremadamente impredecible). Además, la potencia de frenado disponible estaba extremadamente limitada, debido a que la mayoría de los vehículos de un tren no tenían frenos en absoluto y la eficacia de todos los frenos -excepto los de la locomotora- debía fiarse a la fuerza de los brazos de los miembros de la tripulación aplicada sobre dispositivos de accionamiento manual. Para intentar solventar estos problemas, se desarrolló un sistema de frenado mediante una cadena tendida a lo largo del conjunto de vagones, pero debido a las holguras del sistema mecánico, era imposible disponer el mismo esfuerzo de frenado en todo el tren.
Un gran avance fue la adopción del sistema de frenado por vacío, en el que se conectaban tubos flexibles entre todos los vehículos del tren y los frenos de cada vehículo podían controlarse desde la locomotora. El primer diseño consistía en un freno de vacío simple, en el que se creaba vacío mediante la aplicación del flujo del vapor de la caldera sobre una válvula instalada al efecto en la locomotora. Los pistones de freno eran accionados en cada vehículo valiéndose de la diferencia de presión entre el vacío generado y el aire de la atmósfera, y el maquinista podía aumentar o disminuir el grado de frenado. Se prefirió el vacío, en lugar del aire comprimido, porque las locomotoras de vapor podían equiparse con inyectores, unos dispositivos basados en el efecto Venturi que generan un vacío sin necesidad de partes móviles.
El sistema de vacío simple tenía el gran defecto de que en caso de que una de las mangueras que conectaban los vehículos se soltase (por la división accidental del tren, o por un acoplamiento descuidado de las mangueras o por cualquier otro motivo) el freno de vacío quedaba inutilizado en todo el tren.
En respuesta a este defecto evidente, se desarrolló posteriormente el freno de vacío automático. Estaba diseñado para detener por completo el tren si este se dividía o si una manguera se desconectaba. El freno de vacío automático era un poco más costoso de fabricar e instalar que el sistema simple debido a que requería una mayor cantidad de piezas mecanizadas e incurría en costos de funcionamiento más altos, ya que el eyector funcionaba continuamente (con un mayor gasto de vapor y, por lo tanto, de combustible y agua) para mantener el vacío cuando el tren estaba en marcha, en lugar de usarlo solo al frenar como en caso del sistema simple.
La oposición a la instalación del tipo de freno automático por motivos de coste (particularmente por parte del Ferrocarril de Londres y del Noroeste y su presidente Richard Moon -como una de las mayores empresas británicas, la negativa del LNWR a adoptar el freno automático fue un fuerte factor en contra de la ampliación de su uso por parte de otras compañías, especialmente aquellas que intercambian tráfico con la compañía del Noroeste), significó que en 1889 se produjera un grave siniestro en Armagh, antes de que la legislación obligara a la adopción del sistema automático. En este accidente, una parte de un tren se desprendió de la locomotora en una pendiente pronunciada, matando a 80 personas. El tren estaba equipado con el freno de vacío simple, que era inútil en la parte desconectada del tren. Estaba claro que si los vehículos hubieran estado equipados con un freno continuo automático, es casi seguro que el accidente no habría ocurrido, y la preocupación del público por la magnitud del accidente llevó a la legislación a exigir el uso del freno automático continuo en todos los trenes de pasajeros.
En Europa continental, el freno de vacío a veces se llamaba freno Hardy, en honor a John George Hardy de la Vacuum Brake Co, 7 Hohenstaufengasse, Viena.

## Operación

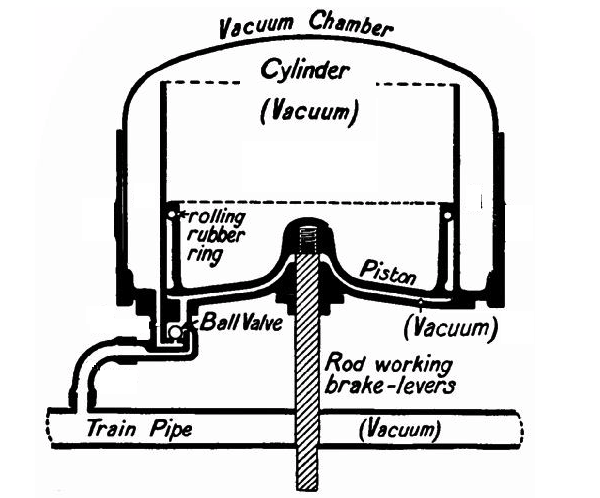
Cilindro de freno de vacío en posición de marcha: el vacío es el mismo por encima y por debajo del pistón

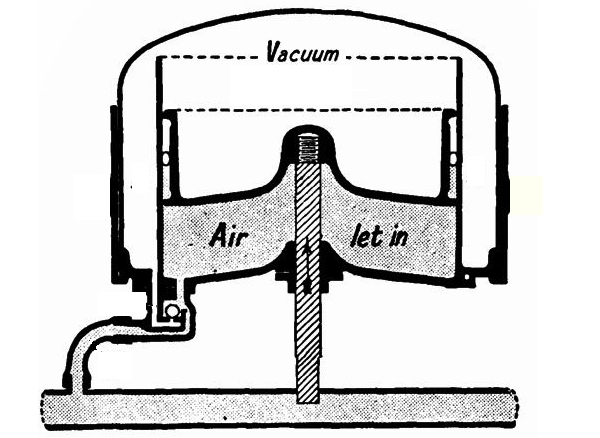
El aire a presión atmosférica procedente de la tubería del tren entra por debajo del pistón, que es empujado hacia arriba accionando el freno

En su forma más simple, el freno de vacío automático consta de una tubería continua que se extiende a lo largo de todo el tren. En funcionamiento normal, se mantiene un vacío parcial en la tubería del tren y se liberan los frenos. Cuando se admite aire en la tubería del tren, el aire a presión atmosférica actúa contra los pistones de los cilindros de cada vehículo. Se mantiene un vacío en la otra cara de los pistones, de modo que se aplica una fuerza neta. Un enlace mecánico transmite esta fuerza a las zapatas de freno, que actúan sobre las bandas de rodadura de las ruedas.
Intervienen los siguientes elementos mecánicos:
- El tubo del tren: un tubo de acero que recorre cada vehículo, con mangueras de vacío flexibles en cada extremo para acoplarse entre los vehículos adyacentes; en la parte trasera del tren, el final de la manguera final queda bloqueado con un tapón cerrado herméticamente.
- Un eyector en la locomotora, para crear vacío en la tubería del tren.
- Los controles para que el maquinista ponga en acción el eyector y admita aire en la tubería del tren; estos pueden ser controles separados o una válvula de freno combinada.
- Un cilindro de freno en cada vehículo que contenga un pistón, conectado mediante un sistema mecánico a las zapatas de freno del vehículo.
- Un indicador de vacío (presión) en la locomotora para indicar al maquinista el grado de vacío en la tubería del tren.

El cilindro de freno está contenido en una carcasa más grande, lo que proporciona una reserva de vacío cuando funciona el pistón. El cilindro se balancea ligeramente durante el funcionamiento para mantener la alineación con las manivelas de los frenos, por lo que se apoya en cojinetes de muñón y la conexión de la tubería de vacío es flexible. El pistón del cilindro de freno tiene un anillo flexible que permite que el aire pase de la parte superior del cilindro a la parte inferior si es necesario.
Cuando los vehículos han estado en reposo, los pistones de freno habrán bajado a su posición inferior en ausencia de presión diferencial (ya que el aire se habrá filtrado lentamente en la parte superior del cilindro, destruyendo el vacío), evitando que queden bloqueados.
Cuando se acopla la locomotora a un tren, el maquinista mueve el control del freno a la posición de "liberación" y se succiona el aire contenido en la tubería del tren, creando un vacío parcial. El aire en la parte superior de los cilindros de freno también sale a través de la tubería del tren mediante una válvula antirretorno.
Si el maquinista mueve su control a la posición de "freno", se admite aire en la tubería del tren. Según el manejo que se haga de la manivela de control, parte o la totalidad del vacío se destruirá en el proceso. La válvula de bola se cierra y se genera una presión de aire más alta debajo de los pistones de freno que por encima. La diferencia de presión fuerza al pistón hacia arriba, aplicando los frenos. El maquinista puede graduar el esfuerzo de frenado admitiendo más o menos aire en la tubería del tren.

## Consideraciones prácticas
El freno de vacío automático descrito representó un avance técnico considerable en el frenado de trenes. En la práctica, las locomotoras de vapor tenían dos eyectores, un eyector pequeño para el funcionamiento (para mantener el vacío parcial en el nivel correcto contra las inevitables fugas de aire leves en la tubería del tren y sus conexiones) y un eyector grande para liberar los frenos. El eyector pequeño usaba mucho menos vapor que el eyector grande, pero no podía generar vacío en la tubería del tren lo suficientemente rápido para fines operativos, especialmente en un tren largo. La práctica posterior del Great Western Railway fue usar una bomba de vacío en lugar del eyector pequeño. Esta bomba era accionada por una de las crucetas de la máquina y, por lo tanto, no usaba vapor, con la desventaja de que solo funcionaba cuando la locomotora estaba en movimiento. El GWR favoreció este diseño debido al uso de sistemas de frenado que funcionaban en un nivel de vacío más alto que otros ferrocarriles (véase más abajo), lo que habría requerido un eyector "pequeño" relativamente grande y con un gasto de vapor más elevado.

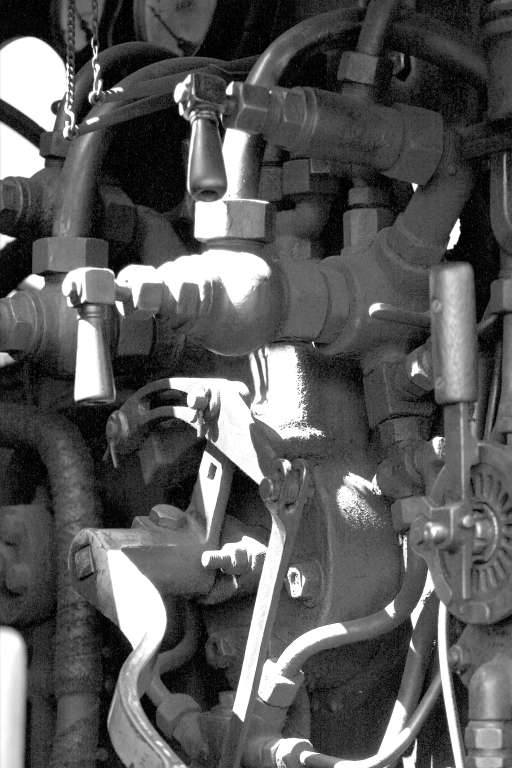
Válvula de freno graduable (derecha) y las llaves de los eyectores pequeño (superior) y grande de una locomotora del GWR

La mayoría de las locomotoras de vapor de la época usaban frenos de vapor vivos sencillos en sus propias ruedas (donde se empleaba la presión del vapor en los cilindros de freno), y el freno de vacío se usaba únicamente en el tren. En tal caso, los dos sistemas generalmente eran operados proporcionalmente por un solo control, por lo que la reducción del vacío en el sistema de frenos del tren abría la válvula que alimentaba de vapor al freno de la locomotora. Era inusual que se dispusiera de un elemento de control dedicado únicamente para el freno de vapor: incluso cuando una locomotora circulaba sin remolcar un tren, el maquinista controlaba los frenos de vapor ajustando el sistema de freno de vacío usando los eyectores en el motor y el "extremo de cabeza" de la tubería del tren. Esto permitía al maquinista de la locomotora principal controlar directamente los frenos de cualquier locomotora acoplada (así como el del propio tren) cuando se trabajaba con tracción múltiple.
Con la introducción de las locomotoras diésel y de las eléctricas por parte de British Railways a principios de la década de 1950, se mantuvo esta misma disposición básica. El Plan de Modernización de BR de 1955 requería, entre otras cosas, un objetivo a largo plazo para cambiar los frenos de vacío por frenos de aire comprimido tanto para pasajeros como para mercancías. Los coches de pasajeros Mark 1 estándar se había diseñado y adquirido antes de que se tomara la decisión de cambiar a la tracción moderna y los frenos de aire comprimido, por lo que la mayoría del material estaba equipado con frenos de vacío tradicionales. Los vagones de mercancías con frenos de aire se introdujeron progresivamente desde mediados de la década de 1960 (comenzando con las tolvas de tipo HAA para los nuevos trenes 'merry-go-round') y el parque de coches Mark 2a con frenos de aire comenzó a introducirse a partir de 1967. Las locomotoras diésel y eléctricas, naturalmente, no podían usar el tradicional eyector impulsado por vapor para generar vacío. Las locomotoras más pequeñas tenían extractores o bombas de vacío accionadas directamente por el motor de su locomotora, mientras que las más grandes tenían máquinas similares montadas por separado y accionadas por motores independientes dedicados al efecto. Era una práctica normal en las locomotoras de las líneas principales instalar dos extractores (y dos compresores de aire para el sistema de frenos de aire) para asegurar la redundancia del sistema. Así como las locomotoras de vapor tenían un eyector pequeño y uno grande, las locomotoras diésel y eléctricas (la mayoría de las cuales tenían equipos de frenado suministrados por British Westinghouse o Davies and Metcalfe) tenían sus controles de freno configurados para hacer funcionar un extractor de forma continua para generar y mantener el vacío en el sistema (similar al eyector pequeño), con el segundo arrancando cuando la manija del freno se colocaba en la posición 'Liberar' para proporcionar una respuesta más rápida (la misma función que el eyector grande). Un conmutador dispuesto en la cabina de la locomotora permitía al maquinista elegir qué extractor cumplía cada función.
Se disponían válvulas de liberación en los cilindros de freno, que cuando se accionaban, normalmente tirando manualmente de una cuerda situada cerca del cilindro, hacían que se admitiese aire en la parte superior del cilindro de freno de ese vehículo. Esto era necesario para soltar el freno de un vehículo que se había desacoplado de un tren y debía moverse sin tener una conexión de freno con otra locomotora, por ejemplo, cuando se debían realizar maniobras.
En el Reino Unido, las compañías ferroviarias anteriores a la nationalización estandarizaron los sistemas, que operaban con un vacío de 21 pulgadas Hg (533 Torr; 71 kPa), con la excepción del Great Western Railway, que usaba 25 plg Hg (635 Torr; 85 kPa). Un vacío absoluto es de aproximadamente 30 plg Hg (762 Torr; 102 kPa), dependiendo de las condiciones atmosféricas.
Esta diferencia en los estándares podía causar problemas en los servicios de larga distancia a lo largo de Gran Bretaña cuando una locomotora del GWR se reemplazaba por una máquina de otra compañía, ya que el eyector grande de la nueva locomotora a veces no podía liberar completamente los frenos del tren. En este caso, las válvulas de liberación de cada vehículo que formaba parte del tren tenían que liberarse a mano, antes de que el freno se recargara a 21 pulgadas de mercurio. Este proceso, que consumía mucho tiempo, se podía ver con relativa frecuencia en las grandes estaciones del GWR, como Bristol Temple Meads.
La provisión de una tubería que recorría todo el tren permitía que el freno de vacío automático funcionara en caso de emergencia desde cualquier posición del tren. Cada compartimento para los revisores tenía una válvula de freno, y el aparato de comunicación de pasajeros (coloquialmente conocido como "el cable de comunicación") también permitía introdicir aire en la tubería del tren al final de los vagones así equipados.
Cuando una locomotora se acoplaba por primera vez a un tren, o si se liberaba o añadía un vehículo, se realizaba una prueba de continuidad de los frenos, para asegurarse de que las tuberías de los frenos estuviesen conectadas en toda la longitud del tren.

## Limitaciones
El progreso que representó el freno de vacío automático, sin embargo, tuvo algunas limitaciones, como:
- El límite práctico en el grado de vacío alcanzable significa que se requiere un pistón y un cilindro de freno muy grandes para generar la fuerza necesaria en las zapatas de freno. Cuando una parte de la flota de vagones ordinarios británicos se equipó con frenos de vacío en la década de 1950, las dimensiones físicas del cilindro del freno impidieron que los vagones operaran en algunos apartaderos privados que tenían espacios reducidos.
- Por la misma razón, en un tren muy largo, debía admitirse un volumen considerable de aire en la tubería del tren para realizar una aplicación completa del freno, y debía expulsarse un volumen considerable para liberar el freno (si, por ejemplo, una señal al peligro se despeja repentinamente y el maquinista requiere retomar la velocidad de crucero). Mientras el aire viaja en la tubería del tren, los pistones de freno en la cabeza del tren han respondido a la aplicación o liberación del freno, pero los de la cola responderán mucho más tarde, lo que generará esfuerzos longitudinales indeseables en el tren. En casos extremos, esto ha llevado a romper acoplamientos y hacer que el tren se divida.
- La existencia de vacío en la tubería del tren puede provocar la aspiración de escombros. Se produjo un accidente cerca de Ilford en la década de 1950, debido a un esfuerzo de frenado inadecuado en el tren. Se descubrió un periódico enrollado en la tubería del tren, aislando la parte trasera del tren del control del maquinista. El bloqueo debería haberse detectado si se hubiera realizado una adecuada prueba de continuidad de los frenos antes de que el tren iniciara la marcha.

Un desarrollo introducido en la década de 1950 fue la válvula de admisión directa, instalada en cada cilindro de freno. Estas válvulas respondían a un aumento en la presión de la tubería del tren cuando se aplicaba el freno y admitían el aire atmosférico directamente en la parte inferior del cilindro del freno.
La práctica estadounidense y europea continental había favorecido durante mucho tiempo los frenos de aire comprimido, siendo el patrón principal el sistema patentado por Westinghouse. El empleo de aire comprimido en lugar de vacío tiene una serie de ventajas, incluidos los cilindros de freno más pequeños (porque se podía usar una presión de aire más alta) y un esfuerzo de frenado algo más gradual. Sin embargo, el sistema requiere una bomba de aire. En las máquinas de vapor, este solía ser un compresor alternativo impulsado por el vapor de la caldera, que era bastante voluminoso, mucho más complicado y que requería un mantenimiento mucho más intensivo que el eyector de vacío, que era compacto y no tenía partes móviles. La forma distintiva del compresor y el característico sonido de resoplido cuando se suelta el freno (ya que la tubería del tren tiene que recargarse con aire) hacía que las locomotoras de vapor equipadas con el freno Westinghouse fuesen inconfundibles. Otra desventaja de los primeros sistemas de frenos de aire (aunque luego superada) era la imposibilidad de realizar una liberación parcial. El freno de vacío puede liberarse parcialmente de forma muy sencilla restaurando parte (pero no todo) el vacío, sin tener que liberar completamente los frenos. Los sistemas de frenos de aire originales, por otro lado, no permitían esto, y la única forma de liberar parcialmente el freno era liberarlo por completo y luego volver a aplicarlo a la configuración deseada.
Una consecuencia de este hecho fue que el sistema de frenos de vacío estándar, como se usó entre las décadas de 1860 y 1940, no podía mantener fácilmente un nivel constante de aplicación. El maquinista podía eliminar el aire de la tubería del tren usando los eyectores o admitir aire usando la válvula del freno, pero no había forma de ajustar el freno a un nivel fijo de vacío entre 'cero' (presión atmosférica) y el vacío máximo capaz de ser generado por el eyector (21-25inHg, véase arriba). La única forma de hacerlo era equilibrar cuidadosamente la configuración de la válvula de freno y el eyector pequeño, lo que era difícil de lograr en la práctica y ni siquiera era posible en algunos sistemas que combinaban ambos en un solo control. Esto significaba que el frenado se producía a través de una serie de aplicaciones y liberaciones controladas, perfectamente adecuadas para detener un tren de forma segura, pero que requerían una gestión constante para mantener la velocidad en una pendiente cuesta abajo. Por el contrario, incluso los primeros sistemas de frenos de aire de Westinghouse podían regularse: el sistema mantenía los frenos en un nivel constante establecido por el conductor. Los sistemas de frenos de vacío posteriores instalados en las locomotoras diésel y eléctricas de British Railways y en unidades múltiples en la década de 1950 usaban extractores accionados mecánicamente o bombas de vacío que incluían válvulas reguladoras que permitían al maquinista establecer el vacío deseado en la tubería del tren que luego sería mantenido por el sistema mediante el control del aire admitido o expulsado según fuese necesario.
En el Reino Unido, el Great Eastern Railway, el Ferrocarril del Noreste, el Ferrocarril de Londres, Chatham y Dover, el Ferrocarril de Londres Brighton y de la Costa Sur y el Ferrocarril de Caledonia adoptaron el sistema de aire comprimido de Westinghouse. También era estándar en el sistema ferroviario de la Isla de Wight. Esto generó problemas de compatibilidad en el intercambio de tráfico con otras líneas. Era posible disponer tuberías pasantes para el sistema de frenado no instalado en un vehículo determinado, en particular para que pudiera circular en un tren utilizando el "otro" sistema, permitiendo el control de los vehículos instalados detrás de él, pero sin esfuerzo de frenado propio, o para equipar vehículos con ambos sistemas de frenado. Todas las empresas entre las Cuatro Grandes formadas en 1923, optaron por adoptar el freno de vacío como el nuevo estándar para la mayoría del material rodante, con el mismo vacío operativo de 21 pulgadas de mercurio, con la excepción continuada del GWR (y de muchas unidades eléctricas múltiples introducidas en este período, que usaban variaciones en el freno de aire automático). Una gran proporción del conjunto de frenos de aire heredado se había retirado o convertido a la operación mediante vacío debido al estallido de la Segunda Guerra Mundial, y con la formación de British Railways en 1948 el sistema de freno de vacío de 21 pulgadas de mercurio se convirtió en el nuevo estándar. Sin embargo, el material impulsado por locomotoras de vapor con frenos de aire permaneció en servicio en las antiguas líneas suburbanas del Great Eastern Railway desde London Liverpool Street hasta el final de las locomotoras de vapor en la compañía, que se produjo en 1962.

## Produciendo el vacío

### Eyectores

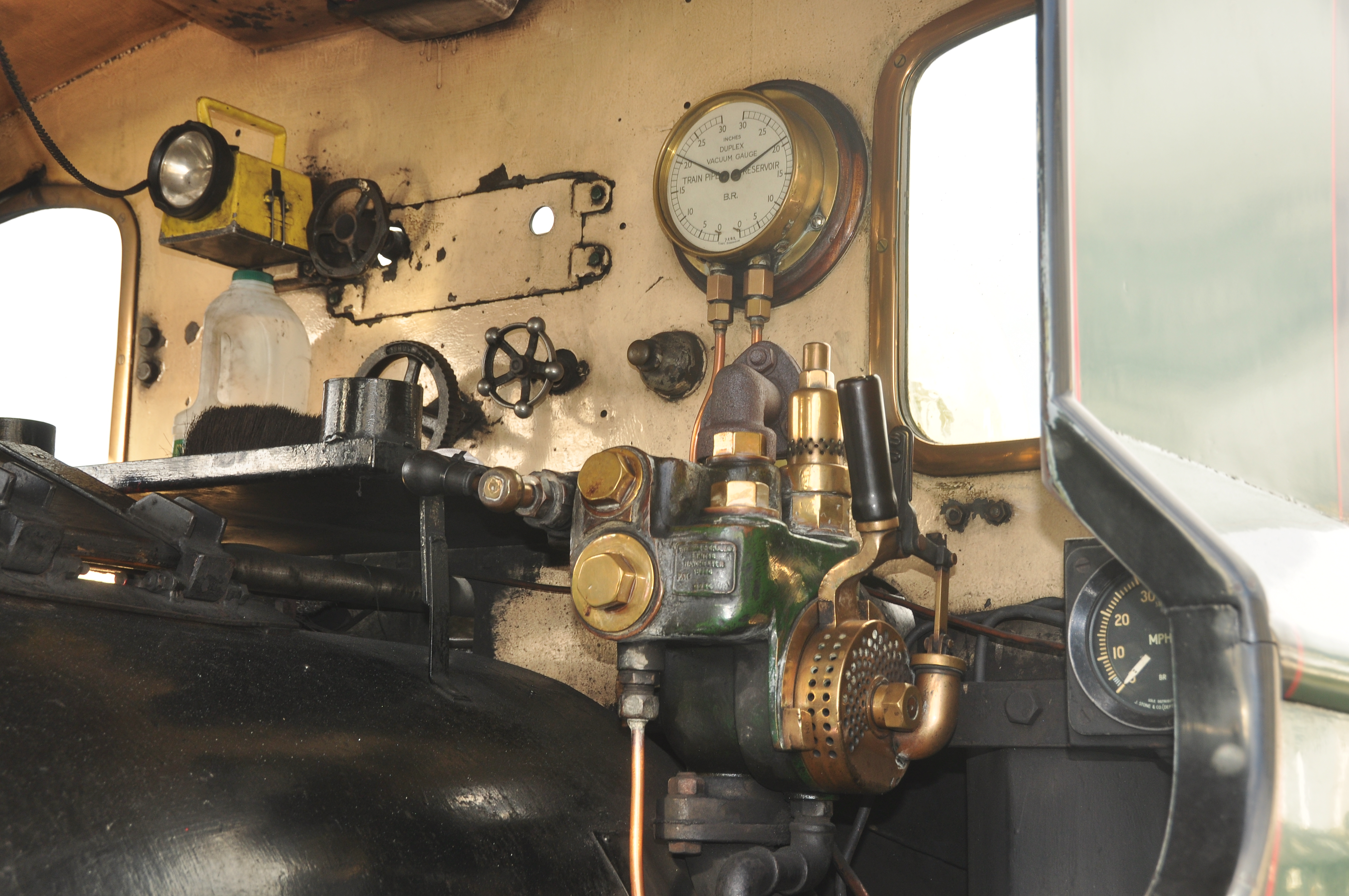
Mando de freno del maquinista, en una combinación de control y eyector. Las boquillas de vapor de los eyectores (grande y pequeño), están debajo de los tapones hexagonales de latón que se ven a la izquierda

Inicialmente, los frenos de vacío se preferían a los frenos de aire debido a la facilidad de producir el vacío. Un inyector de vacío era un dispositivo más simple y fiable que una bomba accionada por un sistema de vaivén.
Por lo general, se instalaban dos eyectores, uno grande y otro pequeño. El eyector grande se usaba para liberar los frenos produciendo el vacío inicial, y luego se apagaba. El eyector pequeño se dejaba funcionando continuamente para mantener este vacío. El eyector 'Dreadnought' de Gresham & Craven era un dispositivo combinado, con los dos elementos dentro de la misma carcasa. El vacío producido dependía del número total de vehículos del tren y de la suma de las diversas fugas menores del circuito de tubos y mangueras. Un tren con su instalación neumática en mal estado podía dificultar el mantenimiento del vacío, requiriendo incluso el uso intermitente del eyector grande mientras circulaba. El eyector Super-Dreadnought, ampliamente utilizado, combinaba un eyector grande con dos eyectores pequeños en uno. En caso de necesidad, dos de las boquillas más pequeñas podían producir más vacío, pero eran más eficientes en el uso de vapor que una sola boquilla más grande.
El Great Western Railway se destacó por su particular idiosincrasia, incluido el uso de un vacío de freno más alto que otras empresas ferroviarias. Para mantener este elevado vacío sin un consumo excesivo de vapor en el eyector, la compañía favoreció el uso de una bomba mecánica impulsada por una cruceta del motor de la locomotora.

### Extractores
Las locomotoras diésel se introdujeron en un momento en el que los frenos de vacío aún estaban muy extendidos. Los eyectores no eran prácticos en este tipo de locomotoras, por lo que en su lugar se pasó a utilizar bombas mecánicas o "extractores", pequeños compresores rotativos de paletas, similares a algunas formas de bomba de vacío. El cuerpo es una pieza cilíndrica de metal con un rotor cilíndrico en su interior, pero sus dos ejes están desplazados. El rotor contiene una serie de paletas de deslizamiento, típicamente seis. A medida que gira el rotor, las paletas se mantienen contra las paredes del cuerpo cilíndrico. Los puertos de entrada y salida en la parte superior e inferior del cilindro, donde el rotor está más alejado y más cerca de la pared, proporcionan un efecto de bombeo de vacío. Las paletas se sujetan contra el cilindro mediante un anillo de leva interno o mediante resortes. Están lubricadas mediante una alimentación de aceite en el extractor. Como el extractor está lubricado con aceite, el aire de escape está lleno de gotitas de aceite y, por lo tanto, pasa a través de un separador de aceite antes de salir a la atmósfera. Un simple válvula antirretorno en la entrada evita la fuga de reflujo si el extractor se detiene.
En comparación con el compresor de un freno de aire comprimido, el extractor es un dispositivo más simple y fiable. No tiene válvulas, por lo que tiene menos piezas móviles. No hay control de presión, ya que el bombeo de vacío es autolimitante. El extractor funciona más frío, ya que la compresión del aire bombeado es relativamente pequeña. Las juntas de la bomba son más sencillas, debido a la menor presión, y no hay segmentos en los pistones, evitándose el riesgo de que se queden bloqueados.
Los extractores suelen ser accionados por un motor y funcionan de forma continua. Si hay dos motores en una locomotora o automotor, generalmente se instalan dos extractores. Son dispositivos económicos, la capacidad extra de bombeo puede contribuir a soltar los frenos más rápidamente y su redundancia reduce el riesgo de que un fallo provoque que un tren quede averiado. En las locomotoras eléctricas, los extractores son accionados eléctricamente.
Algunos de los primeros autobuses y autocares con motor diésel empleados entre las décadas de 1930 y 1950 también usaban extractores accionados por el motor. Estaban diseñados con sistemas de frenado por vacío o de servofreno, basados en modelos anteriores equipados con motor de gasolina. Como los motores de gasolina producen un vacío (que se utiliza para la alimentación atmosférica), los sistemas de vacío se podían agregar fácilmente. Los motores diésel no disponen de carburador ni de colector venturi, por lo que no generan una fuente de vacío utilizable. En consecuencia, los camiones y los autobuses posteriores con motor diésel usaban frenos de aire accionados por un compresor.

## Sistema de frenos dual
Los vehículos podían equiparse con dos sistemas de frenos, de vacío y de aire comprimido, siempre que hubiera espacio para colocar el equipo duplicado. En un vehículo con frenado dual, había un cilindro de vacío y uno o más cilindros para los frenos de aire comprimido, todos funcionando sobre el mismo conjunto de dispositivos para aplicar los frenos a las ruedas del vehículo. Algunos de los vagones Mk1 de British Railways se construyeron con frenos duales (todos tenían el sistema de vacío como estándar) y gran parte del resto de la flota tenía doble equipamiento en la década de 1980, por lo que podían funcionar indistintamente con locomotoras equipadas con un sistema de aire comprimido o equipadas con un sistema de vacío, especialmente entre 1970 y principios de los años 1990, cuando se produjo gradualmente el cambio del sistema de vacío al de aire comprimido.
En un vehículo más pequeño, como un vagón de mercancías tradicional de cuatro ruedas, era mucho más fácil instalar un solo tipo de freno, añadiéndose simplemente un tubo para dar continuidad al otro sistema. La tripulación de los trenes debía tener en cuenta que los vagones sin el mismo sistema de frenado que la locomotora no contribuían al esfuerzo de frenado, algo muy a tener en cuenta cuando se debían descender pendientes prolongadas. Muchas de las clases anteriores de locomotoras diésel empleadas por British Railways (y también las locomotoras eléctricas hasta la Clase 86 inclusive) estaban equipadas con sistemas duales para permitir el uso de todo el material rodante heredado de las empresas privadas, que tenía diferentes sistemas según su procedencia.
Los frenos de aire comprimido necesitan unas llaves para sellar la manguera en los extremos del tren. Si estas llaves se cierran incorrectamente, se puede producir una pérdida de fuerza de frenado, lo que provocaría un desbocamiento peligroso. Con frenos de vacío, el extremo de la manguera se solía bloquear con un tapón que la sellaba por succión, aunque era mucho más difícil tapar correctamente la manguera en comparación con el sistema de frenos de aire comprimido.

## Sistemas de tubería doble
Los frenos de vacío se podían operar mediante un sistema de tubería doble, con el fin de acelerar la aplicación y la liberación de los frenos. Los sistemas de vacío de tubería doble eran estándar en la primera generación de unidades múltiples diésel de British Rail que reemplazaron a los trenes de pasajeros arrastrados por locomotoras de vapor en muchos ramales y líneas secundarias en la década de 1960. La segunda tubería de "alto vacío" y los depósitos y válvulas asociados se utilizaron como un medio para aumentar la velocidad de liberación del freno. Los extractores de vacío de estas unidades eran accionados mecánicamente por el motor. Como el motor normalmente solo estaría al ralentí cuando se requería liberar el freno, esta operación habría sido extremadamente lenta si se hubiera empleado el sistema convencional de tubería única. Este problema no se producía en las locomotoras diésel de BR, ya que sus extractores eran accionados eléctricamente y, por lo tanto, podían funcionar a alta velocidad para liberar el freno independientemente de la velocidad del motor.

## Uso actual de los frenos de vacío
Los mayores operadores actuales (a comienzos del siglo XXI) de trenes equipados con frenos de vacío son Indian Railways y Spoornet de Sudáfrica, aunque también hay trenes con frenos de aire y frenos duales en uso. South African Railways (Spoornet) opera más de 1000 vagones eléctricos de unidades múltiples, que están equipados con frenos de aire comprimido. El sistema de electrovacío utiliza una tubería de tren de 2 pulgadas (50,8 mm) de diámetro y un sistema de freno de vacío automático básico, con la adición de válvulas de aplicación y liberación controladas eléctricamente en cada vehículo. Las válvulas de aplicación y liberación aumentan en gran medida la tasa de anulación y de creación del vacío en la tubería del tren. Esto, a su vez, aumenta considerablemente la velocidad de aplicación del freno. El rendimiento de los frenos de electrovacío en las EMU sudafricanas es equivalente a las EMU con freno electroneumático de una época similar.
Se estima que otros ferrocarriles africanos continuaban utilizando el freno de vacío. Otros operadores de frenos de vacío eran los ferrocarriles de vía estrecha en Europa, el más grande de los cuales es el Ferrocarril Rético.
Los frenos de vacío se han reemplazado por completo en el sistema ferroviario nacional en el Reino Unido (los "vagones de burbujas" BR Clase 121 fueron los últimos trenes de las líneas principales en tener frenos de vacío; y terminaron su servicio en 2017), aunque todavía están en uso en la mayoría de los trenes históricos de ancho estándar. También se encuentran en un número cada vez menor de trenes especiales antiguos de la línea principal.
Iarnród Éireann (el operador ferroviario nacional de la República de Irlanda) mantuvo coches British Railways Mark 2 con frenos de vacío en trenes de pasajeros hasta finales de marzo de 2008 y todavía seguía operando cargas con frenos de vacío (al menos en el caso del tráfico de minerales de la mina de Tara). Todos los trenes tradicionales de las líneas principales han continuado funcionando con frenos de vacío, y toda la flota de locomotoras de Iarnród Éireann tenía instalados frenos de aire comprimido y de vacío.
El Ferrocarril de la Isla de Man seguía utilizando frenos de vacío instalados en todos sus coches y vagones, al igual que el Ferrocarril de Festiniog y el Ferrocarril Welsh Highland. La mayoría de las demás líneas británicas de vía estrecha ya utilizaban frenos de aire comprimido, debido a que no estuvieron obligados a instalar frenos continuos hasta el último cuarto del siglo XX, momento en el que ya no se producían equipos de frenos de vacío.

## A gran altitud
Los frenos de vacío son menos efectivos a gran altura. Esto se debe a que dependen de la creación de un diferencial de presión, y la presión atmosférica es menor a gran altura, por lo que el diferencial máximo también es menor.

## Lectura adicional
- «The Automatic Vacuum Brake». Barrowmore MRG (BRB (Residuary) Ltd.). January 1967.